# Sebastian Klochowicz
Sebastian Klochowicz (ur. 1970 w Radomiu) – polski artysta fotograf. Członek rzeczywisty Okręgu Warszawskiego Związku Polskich Artystów Fotografików.

## Życiorys
Sebastian Klochowicz jest absolwentem I Liceum Ogólnokształcącego w Radomiu, London School of Public Relations oraz Wydziału Fotografii na Uniwersytecie Śląskim w Opawie z tytułem Bachelor of Fine Arts (1996). Związany z radomskim środowiskiem fotograficznym, mieszka i pracuje w Radomiu. Fotografuje od 1987 roku, jego debiut fotograficzny przypadł na rok 1989, kiedy to po raz pierwszy zaprezentował swoje fotografie na wystawie autorskiej w Galerii UV w Radomiu. W 1992 roku został stypendystą Ministerstwa Kultury i Sztuki oraz stypendystą Fundacji Wspierania Rozwoju Fotografii Polskiej (przy firmie NOREX). W 1993 roku został stypendystą wojewody radomskiego (dziedzina sztuki). W 1996 roku podjął pracę wykładowcy fotografii w Państwowej Szkole Plastycznej I Stopnia im. Jacka Malczewskiego w Radomiu, w której pracował do 2006 roku. 
Sebastian Klochowicz jest autorem i współautorem wielu wystaw fotograficznych; indywidualnych, zbiorowych, poplenerowych, pokonkursowych. Szczególne miejsce w jego twórczości zajmuje fotografia abstrakcyjna, kreacyjna, przemysłowa, portretowa oraz fotografia martwej natury. W 2014 roku został przyjęty w poczet członków Fotoklubu Rzeczypospolitej Polskiej Stowarzyszenia Twórców. Decyzją Komisji Kwalifikacji Zawodowych Fotoklubu RP, otrzymał dyplom potwierdzający kwalifikacje do wykonywania zawodu artysty fotografa, fotografika (legitymacja nr 366). Od stycznia 2016 roku do grudnia 2020 pełnił funkcję prezesa Zarządu Regionu Radomskiego Fotoklubu RP (likwidacja regionów Fotoklubu PR w 2020). W 2016 roku został członkiem rzeczywistym Okręgu Świętokrzyskiego Związku Polskich Artystów Fotografików, w czasie późniejszym przeniesiony do Okręgu Warszawskiego ZPAF (legitymacja nr 1182).  
Prace Sebastiana Klochowicza zaprezentowano w Almanachu (1995–2017), wydanym przez Fotoklub Rzeczypospolitej Polskiej Stowarzyszenie Twórców. W działalności Fotoklubu RP uczestniczył do 2021.

## Wybrane wystawy indywidualne
- Galeria UV (Radom 1989)
- Galeria Młodych BWA (Radom 1990)
- WOKiSZ Resursa; Sny o... (Radom 1996)
- Dziekanat Politechniki Radomskiej; Wystawa Fotografii Teatralnej (Radom 1996)
- Szkoła Plastyczna im. J. Malczewskiego; Ephemeros (Radom 2002)
- Szkoła Plastyczna im. J. Malczewskiego; Ephemeros – Ciągi Pamięci (Radom 2003)
- MCSW Elektrownia; Dekonstrukcje (Radom 2015)[7][24][25]
- Galeria Idalin; Schron (Radom 2015)[4]
- Galeria 3xF; Nadrealne Księżyce (Radom 2016)
- Galeria u Strasza; Międzyczas (Kielce 2023)[26]

Źródło

## Wybrane wystawy zbiorowe
- Wystawa prac studentów ITF Opava (Czechy 1993)
- Wystawa prac nauczycieli Szkoły Plastycznej im. J. Malczewskiego (Radom 2000)
- Konfrontacje Fotograficzne (Gorzów Wielkopolski 2002)
- Irkuck (Syberia 2004)
- Galeria Bezdomna (Sandomierz 2004)
- Wystawa z okazji 60. rocznicy powstania Szkoły Plastycznej im. J. Malczewskiego (Radom 2006)
- Doroczna wystawa ZPAP (Radom 2006)
- Deptak przed UM (Radom 2008)
- Format Maksymalny (Radom 2012)
- 5 lat EMAUS Białobrzegi (Radom 2012)
- Format Maksymalny (Radom 2013)
- IV Wystawa doroczna Fotoklubu RP Okręg Radomski (Radom 2013)
- Format Maksymalny (Radom 2014)
- Ścieżki Wiary – Ukraina (Radom 2014)
- V Wystawa doroczna Fotoklubu RP Okręg Radomski (Radom 2014)
- Format Maksymalny (Radom 2015)
- Art Eko (Kielce 2015)
- VI Wystawa doroczna Fotoklubu RP Okręg Radomski (Radom 2015)
- VII Wystawa doroczna Fotoklubu RP Okręg Radomski (Radom 2016)[12][27]
- VIII Wystawa doroczna Fotoklubu RP Okręg Radomski (Radom 2017)[28]

Źródło